# 擬譜knotting法
擬譜knotting法（pseudospectral knotting method）是应用数学中標準擬譜最佳控制的強化版本。此概念是由I. Michael Ross及法麗芭·法魯在2004年提出，也是Ross–Fahroo擬譜法中的一部份。

## 定義
根據Ross及法魯（Fahroo）的定義，擬譜的knot是雙重Lobatto點，兩種標準擬譜法可以在這個點交換資訊（例如不連續、跳躍、維度變化等）。這些資訊交換可以用來求解最优控制中最複雜的問題，稱為混合最佳控制問題（hybrid optimal control problems）。
在混合最佳控制問題中，最佳控制問題和图论問題一起出現，標準的擬譜最佳控制法無法處理這類的問題，不過透過擬譜knotting法，可以將圖的資訊放在雙重Lobatto點內，因此可以將混合最佳控制問題離散化，就可以用DIDO軟體來求解。

## 應用
擬譜knotting法已應用在一些太空的問題中，例如運載火箭的上升引導，以及Aldrin Cycler利用太陽帆來推進。擬譜knotting法也用在擬譜最佳控制的抗鋸齒中，也在起停式（bang-bang）的最优控制中的切換中，記錄關鍵資訊。

## 軟體
擬譜knotting法已實現在MATLAB optimal control軟件包內內，也有在DIDO軟體內。